# ماجين بو
ماجين بوو (باليابانية:  魔人ブウ) هو شخصية خيالية من مانغا دراغون بول وهو الخصم الأخير في دراغون بول زد.

## الشخصية
صمم هذه الشخصية أكيرا تورياما. ظهر لأول مرة في الفصل #460 تحت عنوان ماجين بوو ظهر! (باليابانية: 魔人ブウ出現) هو من صنع ساحر يدعى بيبيدي. ماجين بو هو مخلوق اصطناعي متجدد بقوة قتالية رهيبة يستطيع ماجين بوو رفع قوته عن طريق امتصاص أو ضم أي شخص إلى جسده ليصير جزءا منه مع ارتداء ز ي الشخص الممتص ي متلك بو عدة اشكال بفضل هذه القدرة المذهلة وهي بووتينيكس وبووكولو وبوهان وبوفبوو والتي هي جميع اشكاله عندا امتتص مقاتلى زد بالإضافة إلى كيوشين الجنوب والداي كيوشين من الجوانب التي خلفها امتتصاصه لداي كيوشين هي انه أكثر طيبة وفقد جراء ذلك الكثير والكثير من قوته قوة استعادها بوو الشرير بعد امتصاصه لبوو الطيب ليصبح سوبر بوو وبعدها إلى شكله الاصلي الشر الخالص كيد بوو الذي ارهب احيث دمر عددا لا يحصى من الكواكب قبل ملايين السنين من بدأ احداث دراغون بول وقد بقي مختوما لمدة طويلة من قبل صانعه بيبدي وارسله إلى الأرض، وبعد موت بيبدي ظل ماجين بوو مخبأ.خلال احداث السلسلة يقوم ابن بيبدي بابيدي بتحرير ماجين بو فيقوم بقتاله كل من غوكو وغوهان وفيجيتا وغوتين وترانكس ودابورا وكيبيتو وكايوشين.
بالنهاية ينتصر غوكو عليه عن طريق استعمال غينكي داما جمعت من طاقة سكان الكون. ويعتبر من اقوى الشخصيات في سلسلة دراغون بول كاملة وعمر ماجين بوو يتعدى ال5 ملايين سنة فقد تم استدعائه أول مرة ب5 ملايين سنة قبل الميلاد، للعلم استطاع بوو الحصول على اشكاله بووتينيكس وبووكولو وبوهان انطلاقا من سوبر بوو الذي امتص غوتينكس وبيكولو وغوهان، اما بوفبوو وبوو الطيب فقد كانت نتيجة لامتصاص كيد بوو أو بوو الطفل لكيوشين الجنوب والداي كيوشين.